# Телл, Альма
А́льма Телл (англ. Alma Tell; 27 марта 1898, Нью-Йорк, Нью-Йорк, США — 29 декабря 1937, Голливуд, Лос-Анджелес, Калифорния, США) — американская актриса

.

## Биография и карьера
Альма Телл родилась 27 марта 1898 года в Нью-Йорке (штат Нью-Йорк, США). Её старшая сестра, Олив Телл (1895–1951), также была актрисой.
Она начала свою карьеру в качестве актрисы на сценах Нью-Йорка, прежде чем дебютировала на экране в драме режиссёра Эдварда Хосе «Шут Саймон», выпущенной в сентябре 1915 года. Карьера Телл никогда не соперничала с карьерой её старшей сестры, и она чаще всего играла роли второго плана в кино.
На протяжении 1920-х годов, Телл снималась с такими ведущими актрисами немого кино, как Мэй Мюррей, Коринна Гриффит и Мадж Кеннеди, и получила статус ведущей леди в фильме режиссёра Джея Гордона Эдвардса «Бесшумная команда», снятом в 1923 году, с участием актёров Эдмунда Лоу, Марты Мэнсфилд и Белы Лугоши, в его первой роли в американском фильме.
Она сыграла свою последнюю роль в кино в 1934 году в романтической драме режиссёра Джона М. Стала «Имитация жизни», в которой снялась Клодетт Кольбер.

## Личная жизнь и смерть
18 декабря 1932 года Телл вышла замуж за актёра Стэнли Блайстоуна (1894—1956) и оставалась за ним замужем до своей смерти, детей не имела.
Она умерла 29 декабря 1937 года от сердечного приступа в Голливуде, штат Калифорния, на 40-м году жизни и была похоронена на Кладбище Мемориального парка «Вальхалла» в Северном Голливуде.
После смерти жены, Блауйстоун женился во второй раз на Клэр Зибрехт. Пережив Телл почти на 19 лет, он также скончался от сердечного приступа и был похоронен на том же кладбище, что и покойная супруга.

## Фильмография
| Год  |   | Русское название  | Оригинальное название | Роль                  |
| ---- | - | ----------------- | --------------------- | --------------------- |
| 1923 | ф | Бесшумная команда | The Silent Command    | миссис Ричард Декатур |
| 1934 | ф | Имитация жизни    | Imitation of Life     | миссис Крейвен        |